# 加菲爾德縣 (奧克拉荷馬州)
加菲爾德縣（英語：Garfield County）是美國奧克拉荷馬州北部的一個縣。面積2,745平方公里。根據美國2000年人口普查，共有人口57,813人。縣治伊尼德 (Enid)。
成立於1893年9月16日，原稱O縣，1901年採用現名。縣名紀念第二十任總統詹姆斯·加菲爾德 (James A. Garfield)。